# Martin Flack

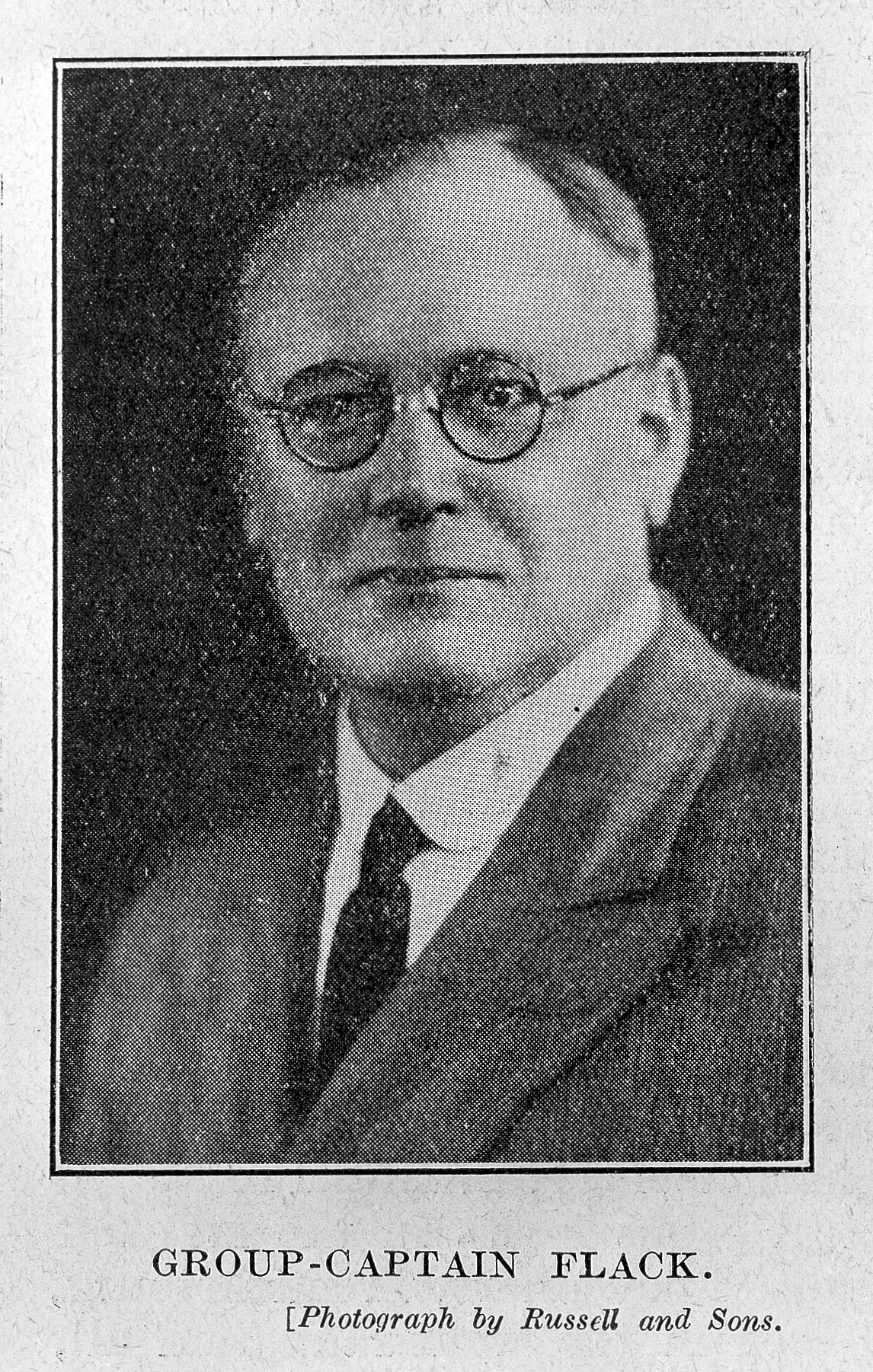
Martin Flack

Martin William Flack (* 20. März 1882 in Borden, Kent, England; † 16. August 1931 in Halton) war ein englischer Physiologe.

## Familie
Er war Sohn des Händlers und Metzgers in Borden.

## Ausbildung und Beruf
Flacks frühe Studienjahre sind mit der Bekanntschaft und dem Einfluss Arthur Keiths eng verknüpft, der sich in Bredgar 1903 ein Privatlabor in einem Bauernhaus (Mann’s Place) eingerichtet hatte. Eines Tages entspann sich vor dem Haus ein Dialog mit Mr. Flack, dem ortsansässigen Händler und Metzger, der stolz berichtete, sein Sohn sei gerade von Oxford gekommen und beabsichtige Doktor zu werden. Man traf sich schließlich zum Tee. Keith verschaffte Flack ein Stipendium für das Wadham College in Oxford und empfahl ihm nach dem Abschluss (B.A.) zur weiteren medizinischen Ausbildung an das London Hospital zu gehen, wo Keith selbst Anatomie lehrte. Dies war der Beginn einer lebenslangen Freundschaft beider Wissenschaftler.
Flack vertiefte seine Studien an der Universität Bern und in Lüttich weiter. Nach Oxford zurückgekehrt schloss er seine wissenschaftliche Ausbildung ab (M.B., B.Ch. 1908) und arbeitete dann als Demonstrator am London Hospital Medical College (1905–1911). Bis 1914 hielt Flack die Vorlesungen der Physiologie am London Hospital Medical College ab und gehörte dem Forschungsstab (angewandte Physiologie) des Medical Research Committee an (1914–1919). Im Ersten Weltkrieg war er Leiter der Fliegeruntersuchungen des Royal Flying Corps. 1919 wurde Flack zum Direktor der Medizinischen Forschungsabteilung der Royal Air Force berufen. Bis zum Lebensende pflegte er eine enge Freundschaft zu dem späteren Generalstabsarzt Ernst Otto Wilhelm Koschel, der im Ersten Weltkrieg auf deutscher Seite als Chef der Sanitätsabteilung des Chefs des Feldflugwesens maßgeblich an der Entwicklung von Schutzkleidung für die Fliegertruppe und an der Erforschung der Fliegerkrankheit beteiligt war.

## Leistung
1906 fanden die Untersuchungen in Keiths kleinem Landhaus in Kent statt, die zur erstmaligen Beschreibung des Sinusknotens (Keith-Flack-Knoten) führten. Keith hatte zwar die physiologische Schrittmacherfunktion des Knotens nicht experimentell nachgewiesen, Flack jedoch zeigte 1910 bei Kronecker in Bern, dass die elektrische, mechanische und die Kälte-Stimulation des Knotens zu Rhythmusstörungen am Herzen führten. In der Originalarbeit von 1907 untersuchten Keith und Flack die muskulären Verbindungen der einzelnen Herzabschnitte bei allen Klassen von Vertebraten. Es zeigte sich, dass der dominierende rhythmische Impuls vom Muskelgewebe der sino-aurikulären Verbindung ausgeht: „Als Ergebnis müssen wir annehmen, daß der Impuls des Herzens im kardialen Muskelgewebe weitergeleitet wird, daß normalerweise der Impuls in der Muskulatur des Sinus entsteht, den Rhythmus des Herzens bestimmt und dann zu den Aurikeln und zum Ventrikel läuft, endlich des Bulbus cordis erreicht.“ Sie demonstrierten den morphologischen Zusammenhang der gefundenen Gewebestruktur mit dem erst seit kurzem bekannten AV-Knoten und den Tawara-Schenkeln innerhalb eines postulierten Erregungsleitungssystems mit dem Sinusknoten als höchstem Automatiezentrum.
1914 begannen Flack und Leonard Hill mit der Arbeit an einem Physiologischen Lehrbuch. Flack beschäftigte sich bevorzugt mit der Physiologie des Herzens, des Kreislaufs und der Atmung, publizierte auch zahlreiche flugmedizinische Beiträge.
1920 stellte Flack einen kardiovaskulären Leistungstest (siehe auch Valsalva-Versuch) vor, ein Test der Herzfunktion für den Pilotenberuf in England bzw. zur Prüfung der Militär- und Flugtauglichkeit (Flack-Test).

## Veröffentlichungen (Auswahl)
- The form and nature of the muscular connections between the primary divisions of the vertebrate heart (mit Arthur Keith). In: Journal of Anatomy and Physiology 41 (1907) 172
- A textbook of physiology by Martin William Flack,and Leonard Hill. Publisher Longman, Green New York, and Edward Arnold, London 1919
- Some considerations in the estimation of physical efficiency. Br Med J 2 (1923) 921
- The medical and surgical aspects of aviation; by H. Graeme Anderson. With chapters on applied physiology of aviation by Martin William Flack and The Aero-Neuroses of War-Pilots by Oliver Horsley Gotch
- The medical problems of flying including reports No. I–VII of the Air Medical Investigation Committee. Published by His Majesty’s Stationery Office, London 1920
- Martin William Flack: Der Mensch im Flugzeug – Seine Eignung zum Flugdienst und die funktionellen Störungen, die derselbe mit sich bringen kann (übersetzt von G. von Uexküll), in: „Handbuch der normalen und pathologischen Physiologie“, Berlin 1930, S. 362–379 (Korrektur der Arbeit durch Ernst Koschel, wofür sich der Engländer bei seinem „verehrten Freund und Kollegen“ auf Seite 379 bedankt)